# Gorodskoi Stadion
Das Gorodskoi Stadion (deutsch Städtisches Stadion, auch Ala-Too-Stadion) ist ein Fußballstadion mit Leichtathletikanlage in der kirgisischen Stadt Naryn, im Osten des Landes. Das Spielfeld verfügt über einen Naturrasen. Es ist die Heimspielstätte des Fußballvereins und ehemaligen Erstligisten Ala-Too Naryn. Die 1975 eröffnete Anlage bietet Platz für bis zu 4000 Besucher. 
Das Gorodskoi Stadion liegt etwas nördlich des Naryner Theaters und neben dem Fluss Naryn. Es ist Teil eines Sportzentrums mit Tennisplätzen und einer Eis(hockey)halle.
Im Jahr 2021 wurde das Stadion renoviert und repariert, für die Arbeiten wurden 2 Millionen Som bereitgestellt.